# バレーボール・ワールドリーグ
FIVBバレーボール・ワールドリーグ（英語: FIVB Volleyball World League）は、かつて開催されていた国際バレーボール連盟主催の男子ナショナルチームによるバレーボールの国際リーグ大会である。

## 歴史・概要
大陸のランキング上位チームが集う大会。1990年に日本の大阪で第1回大会が開幕。国際バレーボール連盟主催のバレーボール大会の中では歴史は浅いものの、毎年開催されているため、最も開催数の多い大会となった。
賞金総額は1990年大会の100万ドルから始まり、2000年大会で1000万USドル、2008年大会で2000万USドルに達した。2014年大会では総額690万USドルの賞金が支払われた。
出場枠は2006年大会から16チームに拡大され、世界各大陸を代表する強豪が出場。2007年に前回大会で観客動員数の少なかったチームを次回大会で除外することが決定し、これにより、2009年大会ではエジプトが除外対象となり、3年ぶりにアフリカ大陸の出場チームがなくなった。
さらに、2009年大会から主催者推薦（ワイルドカード）による決勝ラウンド進出のシステムが無くなり、新たにポイント制が導入され、勝点数により最終順位が決定されることになった。1位から14位までは自動的に次回大会への出場権が得られるが、15位、16位のチームは2010年大会から行われる予選で出場資格を得なければならない。
2013年大会から18チームに拡大され、世界ランキングによるグループ分けが導入された。
2014年大会は28チームに拡大（2013年12月発表）。さらに2015年大会は32チームに拡大される。さらに2016年大会から36チームに拡大される。
2018年からはバレーボールネーションズリーグに模様替えするため、2017年大会を以て終了となった。

## 試合方式
5月から7月にかけて毎週末に行われる予選リーグの「インターコンチネンタルラウンド」と、その上位チームにより7月に出場国のうち事前に決められた国で行われる「ファイナルラウンド」の2本立てで構成されている。
インターコンチネンタルラウンド
出場18チームを6チームずつ3組に分ける。その際、世界ランキング上位12チームをさらに2組に分けたプールA、プールBと下位6チームのプールCに分ける。各週末3日間で2試合同一カードを行う形で2回戦の総当たり戦を行う。プール内でのランキング上位3カ国は3週(6試合)、下位3カ国は2週(4試合)がホームゲームとなる。
ファイナルラウンド
開催国及びプールA・Bの各上位2カ国、プールCの最上位チームの6チームが進出。1回戦総当たりで優勝を争う。

## ポイント制
「3-2-1ポイント制」といわれる以下のルールで勝ち点数が与えられる。
- セットカウントが「3-0」、「3-1」（即ち第4セットまで）の場合、勝者は3ポイント獲得、敗者は0ポイント。
- セットカウントが「3-2」（第5セットまで持ち越される）の場合、勝者は2ポイント獲得、敗者は1ポイント獲得。
- 勝利数が並んだ場合は、「勝ち点」、「得点率」、「セット率」、「当該チーム間の直接対決の結果」の優先順位により、最終順位を決定する。

## 歴代大会結果
- 数： 本戦の参加チーム数

| 開催年           | 数 | 決勝ラウンド開催地  | 優勝           | 準優勝                 | 3位                    | 4位            |
| ---------------- | -- | ------------------- | -------------- | ---------------------- | ---------------------- | -------------- |
| 1990年（第1回）  | 8  | 大阪                | イタリア       | オランダ               | ブラジル               | ソビエト連邦   |
| 1991年（第2回）  | 10 | ミラノ              | イタリア       | キューバ               | ソビエト連邦           | オランダ       |
| 1992年（第3回）  | 12 | ジェノヴァ          | イタリア       | キューバ               | アメリカ合衆国         | オランダ       |
| 1993年（第4回）  | 12 | サンパウロ          | ブラジル       | ロシア                 | イタリア               | オランダ       |
| 1994年（第5回）  | 12 | ミラノ              | イタリア       | キューバ               | ブラジル               | ブルガリア     |
| 1995年（第6回）  | 12 | リオデジャネイロ    | イタリア       | ブラジル               | キューバ               | ロシア         |
| 1996年（第7回）  | 11 | ロッテルダム        | オランダ       | イタリア               | ロシア                 | キューバ       |
| 1997年（第8回）  | 12 | モスクワ            | イタリア       | キューバ               | ロシア                 | オランダ       |
| 1998年（第9回）  | 12 | ミラノ              | キューバ       | ロシア                 | オランダ               | イタリア       |
| 1999年（第10回） | 12 | マル・デル・プラタ  | イタリア       | キューバ               | ブラジル               | ロシア         |
| 2000年（第11回） | 12 | ロッテルダム        | イタリア       | ロシア                 | ブラジル               | ユーゴスラビア |
| 2001年（第12回） | 16 | カトヴィツェ        | ブラジル       | イタリア               | ロシア                 | ユーゴスラビア |
| 2002年（第13回） | 16 | ベロオリゾンテ      | ロシア         | ブラジル               | ユーゴスラビア         | イタリア       |
| 2003年（第14回） | 16 | マドリード          | ブラジル       | セルビア・モンテネグロ | イタリア               | チェコ         |
| 2004年（第15回） | 12 | ローマ              | ブラジル       | イタリア               | セルビア・モンテネグロ | ブルガリア     |
| 2005年（第16回） | 12 | ベオグラード        | ブラジル       | セルビア・モンテネグロ | キューバ               | ポーランド     |
| 2006年（第17回） | 16 | モスクワ            | ブラジル       | フランス               | ロシア                 | ブルガリア     |
| 2007年（第18回） | 16 | カトヴィツェ        | ブラジル       | ロシア                 | アメリカ合衆国         | ポーランド     |
| 2008年（第19回） | 16 | リオデジャネイロ    | アメリカ合衆国 | セルビア               | ロシア                 | ブラジル       |
| 2009年（第20回） | 16 | ベオグラード        | ブラジル       | セルビア               | ロシア                 | キューバ       |
| 2010年（第21回） | 16 | コルドバ            | ブラジル       | ロシア                 | セルビア               | キューバ       |
| 2011年（第22回） | 16 | グダニスク / ソポト | ロシア         | ブラジル               | ポーランド             | アルゼンチン   |
| 2012年（第23回） | 16 | ソフィア            | ポーランド     | アメリカ合衆国         | キューバ               | ブルガリア     |
| 2013年（第24回） | 18 | マル・デル・プラタ  | ロシア         | ブラジル               | イタリア               | ブルガリア     |
| 2014年（第25回） | 28 | フィレンツェ        | アメリカ合衆国 | ブラジル               | イタリア               | イラン         |
| 2015年（第26回） | 32 | リオデジャネイロ    | フランス       | セルビア               | アメリカ合衆国         | ポーランド     |
| 2016年（第27回） | 36 | クラクフ            | セルビア       | ブラジル               | フランス               | イタリア       |
| 2017年（第28回） | 36 | クリチバ            | フランス       | ブラジル               | カナダ                 | アメリカ合衆国 |

## 日本における放送体制
数年の周期で女子のバレーボール・ワールドグランプリと交互にTBSテレビとフジテレビジョンが放映権を取得していた。
2001年から2003年まではフジテレビが中継した。2004年から2006年まではTBSが日本国内中継権を持ち、日本戦のホームを中継。CSのスポーツ・アイ ESPN（現・J SPORTS）では日本戦全試合及び準決勝・決勝などを中継した。2007年からは2年おきにTBS系列とフジテレビ系で放送している。2016年はCSフジテレビNEXTで予選ラウンド第1週・大阪大会日本対キューバ戦を生中継・再放送の2回、そして大阪大会の日本戦3試合のハイライトを地上波で放送した。
FIVB WEB TV（YouTube公式）にて全世界向けに生中継も行われた。（一部の国・地域を除く）